# Flavius Timasius
Flavius Timasius, décédé après 396, est un général et un consul de l'Empire romain, parent de l'impératrice Flacilla.

## Biographie

### Origines
Flavius Timasius serait selon certaines hypothèses un parent de l'impératrice Flacilla, épouse de Théodose Ier, et pourrait être dans ce cas d'origine espagnole. Cette conjecture se fonde sur la proximité de nom entre le fils de Timasius et celui du frère de l'impératrice, Flavius Syagrius.

### Carrière civile et militaire
Ses aptitudes militaires avaient été appréciées par l'empereur Valens,.
Sa carrière profite peut-être de l'accession au pouvoir de Théodose Ier en 379 en raison de leur origine espagnole commune. Il s'impose comme l'un des principaux généraux de la cour d'Orient. Entre 386 et 394, Timasius est mentionné dans les sources antiques comme maître de la milice, tantôt comme magister equitum, tantôt comme magister peditum.
Dans les années qui suivent la défaite d'Andrinople en 378, Timasius tente avec Stilicon de restaurer la discipline au sein de l'armée de l'Empire romain d'Orient. Ensemble, ils mettent en place une politique intense de recrutement et de conscription.
En 388, Timasius dirige les troupes de l'empereur Théodose aux côtés des généraux Promotus, Arbogast et Richomer lors de la campagne contre l'usurpateur Maxime,. Après la victoire et la mort de Maxime, il s'installe avec la cour de Théodose à Milan. Il tente d'assister l'empereur lors de sa dispute contre l'évêque Ambroise de Milan au sujet de la destruction de la synagogue de Callinicum.
En 389, Timasius est récompsé en étant nommés consul aux côtés de Promotus pour l'année 389,.
En 391, il commande les troupes romaines aux côtés de Promotus dans les Balkans contre les Goths avant d'être battu et de quitter le théâtre des opérations,.
Après la mort de Promotus en 392, il exerce seul le commandement en chef de l'armée romaine. Il est assisté de Stilicon.
En 394, il participe à la campagne de Théodose contre l'usurpateur Eugène. Il est chargé du commandement des troupes aux côtés de Stilicon et participe à la bataille de la rivière froide les 5 et 6 septembre. 
Après la bataille, Flavius Timasius se retire sur ses terres en Pamphylie et laisse Stilicon seul maître de l'armée.

### Exil et disparition
L'empereur Théodose meurt en 395. Son fils Arcadius lui succède à la tête de l'Empire d'Orient. En 396, Timasius est injustement accusé par l'eunuque Eutrope de trahison sur la foi de fausses lettres écrites par son confident Bargus. Après un procès douteux instruit par Saturninus, Timasius est exilé en Libye et ses biens sont confisqués. Son accusateur Bargus sera exécuté peu après par Eutrope. 
Flavius Timasius disparaît peu après dans des conditions mystérieuses.

## Famille
Flavius Timasius avait une épouse nommée Pentadia et un fils nommé Syagrius.